# Pretend We're Dead
Pretend We're Dead är en låt från det amerikanska sleaze/punk-bandet L7. Låten spelades in på albumet Bricks Are Heavy (1992). Bandet blev väldigt populära och började uppträda inför 50 000-60 000 människor på deras konserter.